# Волосівська сільська рада (Чуднівський район)
Волосівська сільська рада — колишня адміністративно-територіальна одиниця та орган місцевого самоврядування в Любарському і Чуднівському районах Житомирської й Бердичівської округ, Вінницької та Житомирської областей УРСР з адміністративним центром у селі Волосівка.

## Населені пункти
Сільській раді на момент ліквідації були підпорядковані населені пункти:
- с. Волосівка

## Населення
Кількість населення ради, станом на 1923 рік, становила 1 500 осіб, кількість дворів — 319.
Відповідно до перепису населення СРСР, на 17 грудня 1926 року чисельність населення ради становила 1 561 особу, з них за статтю: чоловіків — 759, жінок — 802; за етнічним складом: українців — 1 502, євреїв — 8, поляків — 51. Кількість домогосподарств — 327, з них, несільського типу — 10.

## Історія та адміністративний устрій
Створена 1923 року в с. Волосівка Красносільської волості Полонського повіту Волинської губернії. 7 березня 1923 року увійшла до складу новоствореного Любарського району Житомирської округи.
21 серпня 1924 року, відповідно до постанови ВУЦВК «Про зміни в адміністративно-територіальному поділі Волині», сільську раду передано до складу Чуднівського району Житомирської округи.
Станом на 1 вересня 1946 року сільрада входила до складу Чуднівського району Житомирської області, на обліку в раді перебувало с. Волосівка.
Ліквідована 5 березня 1959 року, відповідно до рішення Житомирського облвиконкому № 161 «Про ліквідацію та зміну адміністративно-територіального поділу окремих сільських рад області», в зв'язку з укрупненням колгоспів; територію та с. Волосівка включено до складу Кілківської сільської ради Чуднівського району Житомирської області.